# پیرولیدین
پیرولیدین (به انگلیسی: Pyrrolidine) یک ترکیب شیمیایی با شناسه پاب‌کم ۳۱۲۶۸ است. شکل ظاهری این ترکیب، مایع شفاف است. این ترکیب طبیعی یک آمین حلقوی است و از گروه ترکیبات ناجورحلقه (هتروسیکلیک) می‌باشد. از جمله ترکیبات دارای حلقه پیرولی داروی پیراستام و اسیدآمینه پرولین می باشند.